# Aviation de l'armée brésilienne
Ne pas confondre avec la force aérienne brésilienne.
Ne pas confondre avec l'aviation navale brésilienne, qui dépend de la marine brésilienne.
Le Commandement aérien de l'armée (Portugais : Comando de Aviação do Exército, AvEx) est l'aviation légère de l'Armée brésilienne.
Son rôle consiste à soutenir et fournir une capacité aéromobile aux forces terrestres en fournissant des appuis aériens tactiques, des appuis aériens rapprochés et de reconnaissance.

## Histoire
L'origine de l'aviation de l'armée de terre brésilienne réside dans la guerre du Paraguay, avec d'un côté le Brésil, l'Argentine et l'Uruguay (la Triple-Alliance) et de l'autre le Paraguay, lorsque le commandant en chef des forces brésiliennes, le duc de Caxias, déploya des ballons d'observation sur le terrain afin d'espionner les troupes ennemies.
L'un des premiers aviateurs de l'armée était Ricardo Kirk pendant la guerre du Contestado (1912-1916), en utilisant des monoplans afin d'appuyer les forces terrestres. Ces missions ont été principalement effectuées à des fins de reconnaissance.
En 1941, lors de la création du Ministère de l'aéronautique et de la Force aérienne brésilienne (FAB), l'aviation militaire, qui était le nom de la branche armée qui exploitait des aéronefs, mis fin à ses opérations étant donné que toutes ses tâches de vol furent les mêmes que celles de l’armée de l'air brésilienne.
En 1986, cependant, cette branche fut rétablie sous le nom de l'aviation de l'armée de terre brésilienne afin d'apporter un appui aux troupes terrestres de l'armée brésilienne.

## Organisation
- Commandement aérien de l'armée de terre, Taubaté
  - 1º Batalhão de Aviação do Exército, Taubaté
  - 2º Batalhão de Aviação do Exército, Taubaté
  - 3º Batalhão de Aviação do Exército, Campo Grande
  - 4º Batalhão de Aviação do Exército, Manaus
  - Batalhão de Manutenção e Suprimento de Aviação do Exército, Taubaté
  - Centro de Instrução de Aviação do Exército e a Base de Aviação, Taubaté
- Direction aérienne de l'armée de terre, Brasilia

## Aéronefs
Le Commandement aérien de l'armée de terre brésilienne exploite actuellement 82 appareils[Quand ?] :

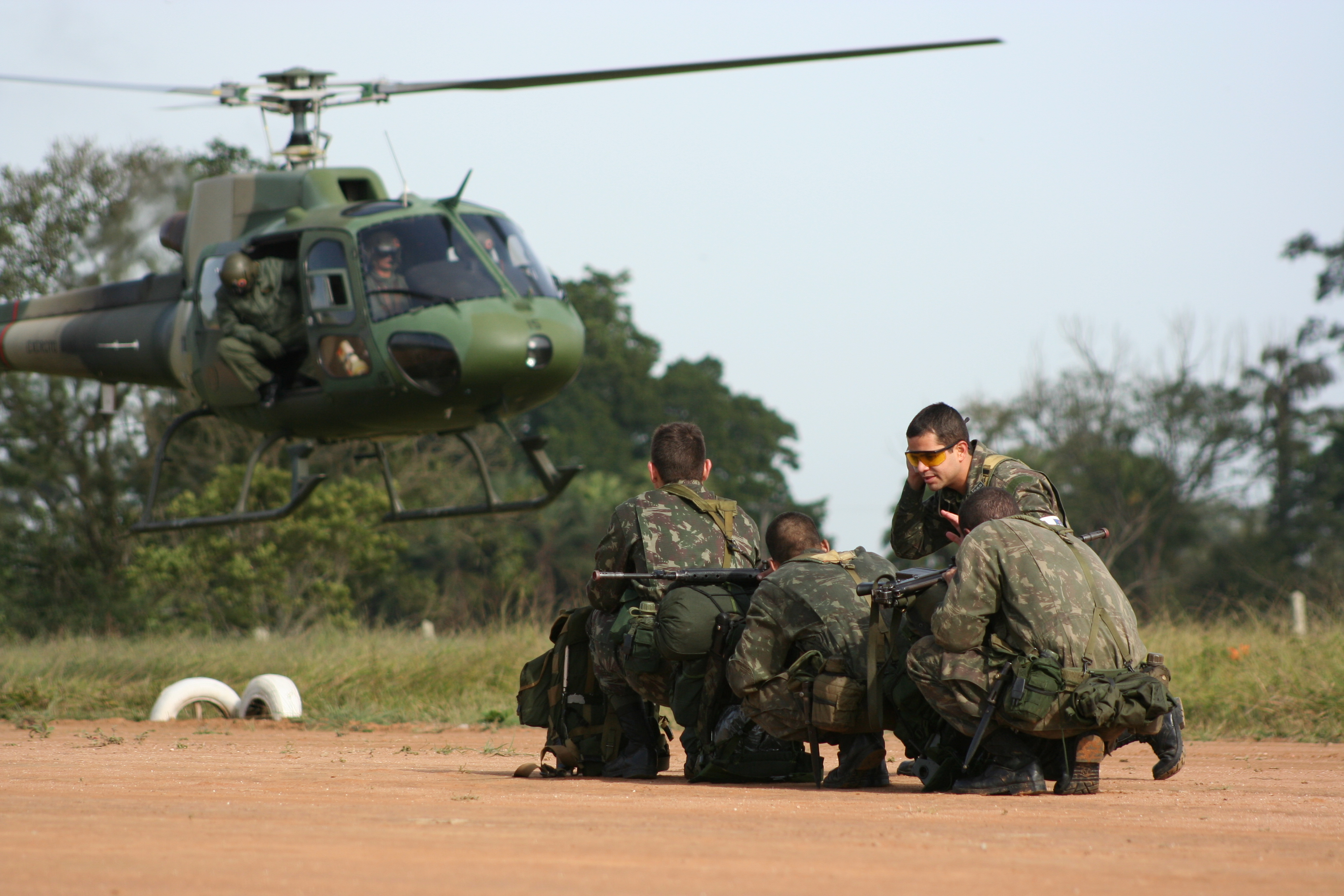
Exfiltration aéromobile

| Aéronefs                  | Origine          | Type                           | En service  | Versions        | Notes |             |
| Hélicoptère               | Hélicoptère      | Hélicoptère                    | Hélicoptère | Hélicoptère     | Hélicoptère | Hélicoptère |
| ------------------------- | ---------------- | ------------------------------ | ----------- | --------------- | --- | ----------- |
| Eurocopter AS532 Cougar   | France/ Brésil   | Hélicoptère de transport       | 8           | H-34            | Dépendent du 2e et 4e bataillon. Construit sous licence par Helibras (en) |             |
| Eurocopter AS550 Fennec   | France           | Hélicoptère de transport léger | 19          | AS550           | |             |
| Eurocopter AS350 Écureuil | France/ Brésil   | Hélicoptère de transport léger | 16          | HB350-1 Esquilo | |             |
| Eurocopter AS565 Panther  | France/ Brésil   | Hélicoptère polyvalent         | 33          | HM-1 Pantera    | Sur 36 appareils livrés, 2 appareils furent perdus en 2004 et un en juillet 2006. HM-1 Pantera est la version produite sous licence de l'AS565AA. 32 sont modernisés et 2 livrés neuf en version K2 de mars 2014 à 2021. |             |
| Sikorsky UH-60 Black Hawk | États-Unis       | Hélicoptère utilitaire         | 4           | UH-60L          | Dépendent du 4e bataillon. 6 autres UH-60L ont été commandés en novembre 2008. |             |
| Eurocopter EC725 Caracal  | Union européenne | Hélicoptère de transport       | 1           |                 | 16 commandés. |             |